# Рибалочка соломонський
Рибалочка соломонський (Ceyx meeki) — вид сиворакшоподібних птахів родини рибалочкових (Alcedinidae). Мешкає на Соломонових островах. Раніше входив до комплексу видів новогвінейського рибалочки-крихітки, однак був визнаний окремим видом.

## Опис
Довжина птаха становить 14 см. Верхня частина тіла темно-синя, горло біле нижня частина тіла блідо-жовтувато-оранжева. Голова чорнувата, тім'я поцятковане яскраво-синіми плямками. На спині і надхвісті яскраво-синя смуга. Дзьоб темний.

## Підвиди
Виділяють два підвиди:
- C. m. meeki Rothschild, 1901 — острови Шуазель і Санта-Ісабель;
- C. m. pallidus Mayr, 1935 — острови Бука, Бугенвіль.

## Поширення і екологія
Соломонські рибалочки мешкають на Соломонових Островах та на островах Папуа Нової Гвінеї. Вони живуть в підліску вологих тропічних лісів, в густих вторинних заростях і на плантаціях. Зустрічаються на висоті до 1300 м над рівнем моря.